# Lucie Freitag-Fransen
Lucie Freitag-Fransen (* 17. Dezember 1955) ist eine niederländische Turm- und Wasserspringerin beim Wasserspringerclub StädteRegion Aachen e.V. (WSC AC). Sie ist Sportlehrerin und lebt heute in der Stadt Maastricht in den Niederlanden. Lucie Freitag-Fransen startet international für Deutschland.
Lucie Freitag-Fransen gehörte bis September 2010 zu den Masters des SV Neptun Aachen 1910. Seit Oktober 2010 startet sie für den WSC AC. Dort ist sie auch als Trainerin einer Masters-Gruppe tätig.
Im Jahre 2004 wurde sie in ihrer Altersklasse Vize-Weltmeisterin vom Turm in Turin.
2005 errang sie zwei erste Plätze bei den Europameisterschaften der Masters. 2006 errang sie zwei Weltmeistertitel bei der WM in Stanford (USA). 2012 wurde sie bei den Weltmeisterschaften in Riccione 4. vom 1-Meter-Brett bzw. Synchronspringen vom Turm  und Vizeweltmeisterin vom 3-Meter Brett und vom Turm in ihrer Altersklasse. 2013 wurde sie mit dem Karlssiegel der Stadt Aachen für ihre sportlichen Leistungen ausgezeichnet.
Bei den Mastes-Weltmeisterschaften in Kazan 2015 errang sie in ihrer Altersklasse neben einer Silbermedaille vom 3-Meter-Brett vier Weltmeistertitel (1 Meter, Turm Gold, Synchron 3 Meter und
Synchron Turm).
Lucie Freitag-Fransen ist verheiratet und Mutter eines Sohnes und einer Tochter, der Wasserspringerin Uschi Freitag.  